# Quintett komplett
Quintett komplett ist ein österreichischer Fernsehfilm aus dem Jahr 1998 von Regisseur und Drehbuchautor Wolfgang Murnberger.

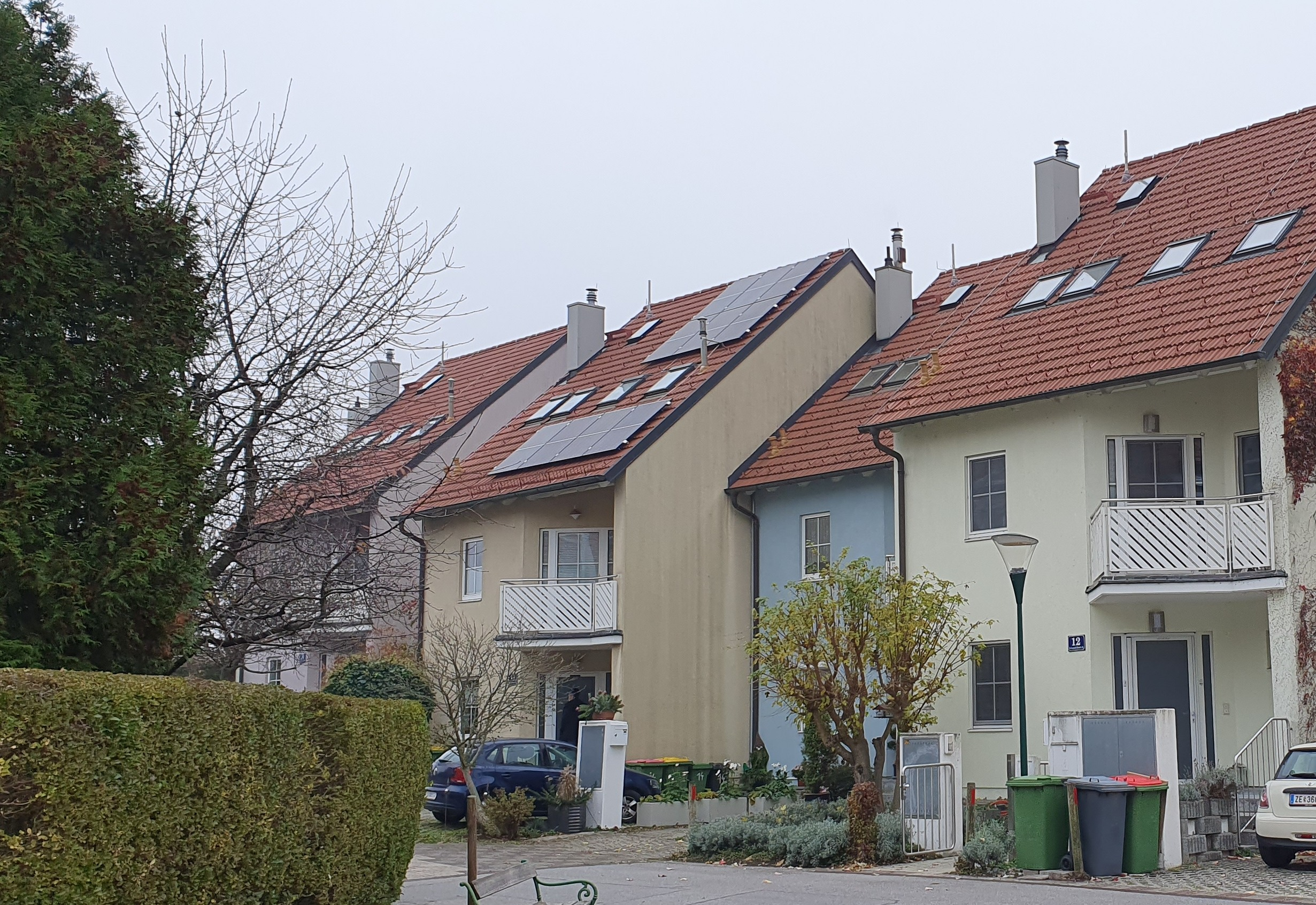
Im blauen Haus (Nr. 14) wohnt das Ehepaar Zauner; links davon im gelben Haus (Nr. 16) wohnt das Ehepaar Fellner

## Handlung
Das Ehepaar Ulrich und Therese Fellner, die beide als Ärzte arbeiten, lebt gemeinsam mit dem Ehepaar Sigi und Jutta Zauner, die ein Friseurgeschäft betreiben, in einem Reihenhaus in einer Siedlung vor den Toren Wiens.
Der berufliche Stress des Ärztepaares lässt das Eheleben der Fellners nicht selten zu kurz kommen. Dr. Fellner hat ein Auge auf die junge, attraktive Nachbarin Jutta geworfen. Er stürzt sich in eine Affäre mit der Nachbarin, die wegen dessen ständiger Seitensprünge ohnehin von ihrem fußballverrückten Gatten genervt ist. Sigi wiederum wird von seiner Cousine Eva, die auch die beste Freundin seiner Frau und als Hebamme eine Arbeitskollegin von Frau Fellner ist, mehr als nur getröstet.

## Nominierungen
Der Film wurde für den 36. Adolf-Grimme-Preis im Jahr 2000 nominiert.